# Флаг Миссури
Флаг Миссу́ри (англ. Flag of Missouri) — один из государственных символов американского штата Миссури. Флаг был разработан и изготовлен в Джэксоне Мэри Элизабет Уоткинс Оливер, женой бывшего сенатора штата Р. Б. Оливера. Флаг был принят в 1913 году и остаётся неизменным по сей день.

## Описание
Флаг представляет собой прямоугольное полотнище, разделённое на три равновеликие горизонтальные полосы красного, белого и синего цветов. В центре белой полосы — печать Миссури окаймлённая синим кругом, в который вписано 24 белых звезды.

## Символика
Красная полоса символизирует доблесть, белая — чистоту, синяя — постоянство, бдительность и правосудие. Также эти цвета указывают на флаг Франции, так как раннее штат Миссури был частью французской территории Луизиана. 24 звезды символизируют штат Миссури, как 24-й штат вошедший в состав США.

## История
В 1861—1865 годах, во время Гражданской войны, флагом штата было синее полотнище с печатью штата, выполненной золотым цветом, в центре полотнища.